# Segunda División 2024-2025 (Spagna)
La stagione 2024-2025 della Segunda División (detta LaLiga Hypermotion per ragioni di sponsorizzazione) è la 94ª edizione del campionato di calcio spagnolo di seconda divisione. La stagione regolare inizierà il 16 agosto 2024 e terminerà l'8 giugno 2025. Dopo questa, è prevista una fase di play-off per decidere la terza promozione in Liga, suddivisa in semifinali e finali, che vengono disputate in sfide di andata e ritorno. Al contrario, le quattro retrocessioni in Primera Federación sono tutte dirette e non prevedono spareggi.

## Stagione

### Novità
Nella stagione precedente ad essere promossi in Primera División sono stati il Leganés, vincitore del torneo, il Real Valladolid, dopo un solo anno d'assenza e, tramite i play-off, l'Espanyol, che ha sconfitto in finale il Real Oviedo. Dalla Primera División sono scese al loro posto il Granada, dopo un solo anno trascorso nella massima serie, l'Almería, dopo 2 anni, ed il Cadice, dopo 4 stagioni consecutive di permanenza in massima serie. 
Dall'altra parte, a retrocedere in Primera Federación sono stati il Villarreal B dopo 2 anni trascorsi consecutivamente nella serie cadetta, il FC Andorra, anch'esso dopo 2 anni, l'Alcorcón e l'Amorebieta, dopo un anno. Le neopromosse dalla Primera Federación sono le vincitrici Deportivo La Coruña e Castellón e, tramite play-off, il Córdoba ed il Malaga.

### Formula
Al torneo partecipano 22 squadre che si sfidano in un girone all'italiana, andata e ritorno contro tutte le altre. Vengono assegnati tre punti per la vittoria, uno per il pareggio e zero per la sconfitta. 
Successivamente vengono disputati i play-off, concessi alle squadre che si sono piazzate tra la terza e la sesta posizione al termine della stagione regolare. Quella meglio classificata affronta l'ultima che ha conquistato un posto utile per garantirsi l'accesso alle eliminatorie, mentre la quarta e la quinta si sfidano tra di loro. I vincenti di questi incontri, che vengono stabiliti su match di andata e ritorno, si affrontano nella cosiddetta finale play-off, che determinerà la terza squadra che potrà aver accesso, nella stagione successiva, in Primera División. 
A retrocedere sono le ultime quattro squadre classificatesi al termine della stagione regolare; non sono previsti play-out. 

## Squadre partecipanti
| Club                | Città                  | Stadio                    | Stagione precedente                                |
| ------------------- | ---------------------- | ------------------------- | -------------------------------------------------- |
| Albacete            | Albacete               | Carlos Belmonte           | 15º posto in Segunda División                      |
| Almería             | Almería                | Power Horse Stadium       | 19º posto in Primera División, retrocesso          |
| Burgos              | Burgos                 | El Plantío                | 9º posto in Segunda División                       |
| Cadice              | Cadice                 | Nuevo Mirandilla          | 18º posto in Primera División, retrocesso          |
| Cartagena           | Cartagena              | Cartagonova               | 13º posto in Segunda División                      |
| Castellón           | Castellón de la Plana  | Nou Castalia              | 1º posto in Primera Federación/2, promosso         |
| Córdoba             | Cordova                | Nuevo Arcángel            | 2º posto in Primera Federación/2, vince i play-off |
| Deportivo La Coruña | La Coruña              | Riazor                    | 1º posto in Primera Federación/1, promosso         |
| Eibar               | Eibar                  | Municipal de Ipurúa       | 3º posto in Segunda División                       |
| Elche               | Elche                  | Manuel Martínez Valero    | 11º posto in Segunda División                      |
| Eldense             | Elda                   | Nuevo Pepico Amat         | 16º posto in Segunda División                      |
| Granada             | Granada                | Los Cármenes              | 20º posto in Primera División, retrocesso          |
| Huesca              | Huesca                 | El Alcoraz                | 17º posto in Segunda División                      |
| Levante             | Valencia               | Ciutat de València        | 8º posto in Segunda División                       |
| Mirandés            | Miranda de Ebro        | Municipal de Anduva       | 18º posto in Segunda División                      |
| Malaga              | Málaga                 | La Rosaleda               | 3º posto in Primera Federación/2, vince i play-off |
| Racing Ferrol       | Ferrol                 | A Malata                  | 10º posto in Segunda División                      |
| Racing Santander    | Santander              | El Sardinero              | 7º posto in Segunda División                       |
| Real Oviedo         | Oviedo                 | Carlos Tartiere           | 6º posto in Segunda División                       |
| Real Saragozza      | Saragozza              | La Romareda               | 14º posto in Segunda División                      |
| Sporting Gijón      | Gijón                  | El Molinón                | 5º posto in Segunda División                       |
| Tenerife            | Santa Cruz de Tenerife | Heliodoro Rodríguez López | 12º posto in Segunda División                      |

## Allenatori e primatisti
Aggiornata al 15 maggio 2025. 
| Squadra             | Allenatore                                                                           | Calciatore più presente | Cannoniere                                      |
| ------------------- | ------------------------------------------------------------------------------------ | ----------------------- | ----------------------------------------------- |
| Albacete            | Alberto González Fernández                                                           |                         | Jon Morcillo Higinio Marín Christian Kofane (8) |
| Almería             | Rubi                                                                                 |                         | Luis Suárez (27)                                |
| Burgos              | Jon Pérez Bolo (1ª-12ª) Luis Miguel Ramis (13ª-)                                     |                         | Álex Sancris Fer Niño (7)                       |
| Cadice              | Paco López (1ª-18ª) Gaizka Garitano (19ª-)                                           |                         | Javi Ontiveros Chris Ramos (10)                 |
| Cartagena           | Abelardo (1ª-6ª) Alejandro Castro Fernández (7ª-22ª) Guillermo Fernández Romo (23ª-) |                         | Andy Rodríguez Álex Millán (4)                  |
| Castellón           | Dick Schreuder (1ª-23ª) Johan Plat (24ª-)                                            |                         | Israel Suero (11)                               |
| Córdoba             | Iván Ania                                                                            |                         | Antonio Casas (10)                              |
| Deportivo La Coruña | Imanol Idiakez (1ª-13ª) Óscar Gilsanz (14ª-)                                         |                         | Yeremay Hernández (14)                          |
| Eibar               | Joseba Etxeberria (1ª-27ª) Beñat San José (28ª-)                                     |                         | Jon Bautista (9)                                |
| Elche               | Eder Sarabia                                                                         |                         | Agustín Álvarez (8)                             |
| Eldense             | Dani Ponz (1ª-23ª) José Luis Oltra (24ª-)                                            |                         | Juanto Ortuño (9)                               |
| Granada             | Guillermo Abascal (1ª-6ª) Fran Escribá (7ª-)                                         |                         | Myrto Uzuni (14)                                |
| Huesca              | Antonio Hidalgo                                                                      |                         | Patrick Soko (12)                               |
| Levante             | Julián Calero                                                                        |                         | Roger Brugué José Luis Morales (10)             |
| Malaga              | Sergio Pellicer                                                                      |                         | Dioni (7)                                       |
| Mirandés            | Alessio Lisci                                                                        |                         | Joaquín Panichelli (20)                         |
| Racing Ferrol       | Cristobál Parralo (1ª-23ª) Alejandro Menéndez (24ª-)                                 |                         | Eneko Jauregi (6)                               |
| Racing Santander    | José Alberto López                                                                   |                         | Andrés Martín (15)                              |
| Real Oviedo         | Javier Calleja (1ª-32ª) Veljko Paunović (33ª-)                                       |                         | Alemão (14)                                     |
| Real Saragozza      | Víctor Fernández (1ª-21ª) Miguel Ángel Ramírez (22ª-31ª) Gabi (31ª-)                 |                         | Mario Soberón (10)                              |
| Sporting Gijón      | Rubén Albés                                                                          |                         | Juan Otero (11)                                 |
| Tenerife            | Óscar Cano (1ª-5ª) Pepe Mel (6ª-21ª) Álvaro Cervera (22ª-)                           |                         | Enric Gallego (7)                               |

## Classifica finale
Aggiornata al 26 maggio 2025 
|  | Pos. | Squadra             | Pt | G  | V  | N  | P  | GF | GS | DR  |
|  | ---- | ------------------- | -- | -- | -- | -- | -- | -- | -- | --- |
|  | 1.   | Levante             | 79 | 42 | 22 | 13 | 7  | 69 | 42 | +27 |
|  | 2.   | Elche               | 77 | 42 | 22 | 11 | 9  | 59 | 34 | +25 |
|  | 3.   | Real Oviedo         | 75 | 42 | 21 | 12 | 9  | 56 | 42 | +14 |
|  | 4.   | Mirandés            | 75 | 42 | 22 | 9  | 11 | 59 | 40 | +19 |
|  | 5.   | Racing Santander    | 71 | 42 | 20 | 11 | 11 | 65 | 51 | +14 |
|  | 6.   | Almería             | 69 | 42 | 19 | 12 | 11 | 72 | 55 | +17 |
|  | 7.   | Granada             | 65 | 42 | 18 | 11 | 13 | 65 | 54 | +11 |
|  | 8.   | Huesca              | 64 | 42 | 18 | 10 | 14 | 58 | 49 | +9  |
|  | 9.   | Eibar               | 58 | 42 | 15 | 13 | 14 | 44 | 41 | +3  |
|  | 10.  | Albacete            | 58 | 42 | 15 | 13 | 14 | 57 | 57 | 0   |
|  | 11.  | Sporting Gijón      | 56 | 42 | 14 | 14 | 14 | 57 | 54 | +3  |
|  | 12.  | Burgos              | 55 | 42 | 15 | 10 | 17 | 41 | 48 | -7  |
|  | 13.  | Cadice              | 55 | 42 | 14 | 13 | 15 | 55 | 53 | +2  |
|  | 14.  | Córdoba             | 55 | 42 | 14 | 13 | 15 | 59 | 63 | -4  |
|  | 15.  | Deportivo La Coruña | 53 | 42 | 13 | 14 | 14 | 56 | 54 | +2  |
|  | 16.  | Malaga              | 53 | 42 | 12 | 17 | 13 | 42 | 46 | -4  |
|  | 17.  | Castellón           | 53 | 42 | 14 | 11 | 17 | 65 | 63 | +2  |
|  | 18.  | Real Saragozza      | 51 | 42 | 13 | 12 | 17 | 56 | 63 | -7  |
|  | 19.  | Eldense             | 45 | 42 | 11 | 12 | 19 | 44 | 63 | -19 |
|  | 20.  | Tenerife            | 36 | 42 | 8  | 12 | 22 | 35 | 55 | -20 |
|  | 21.  | Racing Ferrol       | 30 | 42 | 6  | 12 | 24 | 22 | 62 | -42 |
|  | 22.  | FC Cartagena        | 23 | 42 | 6  | 5  | 31 | 33 | 78 | -45 |

Legenda:

      Promosse in Primera División 2025-2026
 Qualificate ai play-off promozione
      Retrocesse in Primera Federación 2025-2026
Regolamento:
Tre punti a vittoria, uno a pareggio, zero a sconfitta.
In caso di arrivo di due squadre a pari punti, la graduatoria verrà stilata in base all'ordine dei seguenti criteri:
- Differenza reti negli scontri diretti
- Differenza reti generale
- Reti realizzate in generale

In caso di arrivo di tre o più squadre a pari punti, la graduatoria verrà stilata in base all'ordine dei seguenti criteri:
- Punti negli scontri diretti (classifica avulsa)
- Differenza reti negli scontri diretti
- Differenza reti generale
- Reti realizzate in generale
- Classifica fair-play stilata a inizio stagione

Nel caso un criterio escluda solamente alcune delle squadre, senza quindi determinare l'ordine completo, tali squadre vengono escluse dal criterio successivo, rimanendo così senza possibilità di posizionarsi meglio.

## Play-off

### Tabellone
|  | Semifinali | Semifinali       | Semifinali | Semifinali | Semifinali |  |  | Finale | Finale      | Finale | Finale | Finale |  |
|  |            |                  |            |            |            |  |  |        |             |        |        |        |  |
|  | 6          | Almería          | 1          | 1          | 2          |  |  |        |             |        |        |        |  |
|  | 3          | Real Oviedo      | 2          | 1          | 3          |  |  | 3      | Real Oviedo | 0      | 3      | 3      |  |
|  | 5          | Racing Santander | 3          | 1          | 4          |  |  | 4      | Mirandés    | 1      | 1      | 2      |  |
|  | 4          | Mirandés         | 3          | 4          | 7          |  |  |        |             |        |        |        |  |

Note:
Incontri di andata e ritorno.
Il vincitore viene determinato in base all'ordine dei seguenti criteri:
Miglior differenza reti a favore al termine dei tempi regolamentari
Maggior numero di reti fuori casa al termine dei tempi regolamentari
Miglior differenza reti a favore al termine dei tempi supplementari
Maggior numero di reti fuori casa al termine dei tempi supplementari
Miglior posizione raggiunta in campionato

## Statistiche

### Individuali

#### Classifica marcatori
Aggiornata al 15 maggio 2025 
| Gol |  |  | Giocatore          | Squadra             |
| --- |  |  | ------------------ | ------------------- |
| 27  |  |  | Luis Suárez        | Almeria             |
| 20  |  |  | Joaquín Panichelli | Mirandés            |
| 15  |  |  | Andrés Martín      | Racing Santander    |
| 14  |  |  | Alemão             | Real Oviedo         |
| 14  |  |  | Myrto Uzuni        | Granada             |
| 14  |  |  | Yeremay Hernández  | Deportivo La Coruna |